# Michelangelo műveinek listája
Az alábbi lista Michelangelo Buonarroti olasz reneszánsz művész festményeit, szobrait, építményeit tartalmazza, beleértve az elveszett műveket is. Michelangelónak ezenkívül számos rajza, vázlata és néhány metszete is ismert. 

## Szobrok
| Kép                                        | Cím                                                                                                   | Dátum              | A szobor típusa                                                           | Anyag                    | Méret (cm)       | Helyszín                                       | Szerzőség, megjegyzések                                                                                                |
| ------------------------------------------ | --- | ------------------ | ------------------------------------------------------------------------- | ------------------------ | ---------------- | ---------------------------------------------- | --- |
|                                            | Faunfej                                                                                               | kb. 1489           | szobor                                                                    | márvány                  |                  | Galleria degli Uffizi, Firenze                 | elveszett |
| Madonna della Scala                        | Lépcsős Madonna (Madonna della Scala)                                                                 | kb. 1491           | dombormű                                                                  | márvány                  | 54,5x40          | Buonarroti-ház, Firenze                        | biztos |
|                                            | Vénusz és Ámor (Venere e amorino)                                                                     | kb. 1491-1492      | dombormű                                                                  | márvány                  | 43,5x58          | Palazzo Medici-Riccardi, Firenze               | szerzősége bizonytalan, vizsgálat alatt                                                                                |
|                                            | Ifjú íjász (Giovane arciere)                                                                          | kb. 1491-1492      | szobor                                                                    | márvány                  | 97 cm            | Metropolitan Museum, New York                  | bizonytalan |
| Battaglia dei Centauri                     | Kentaurok harca (Battaglia dei centauri)                                                              | kb. 1492           | magas dombormű                                                            | márvány                  | 84,5x90,5        | Buonarroti-ház, Firenze                        | biztos |
|                                            | Hercules (Ercole)                                                                                     | kb. 1492-1493      | szobor                                                                    | márvány                  | kb. 235 cm magas | ismeretlen                                     | elveszett |
|                                            | Crucifix (Crocifisso di Santo Spirito)                                                                | kb. 1493           | szobor                                                                    | többszínű fa             | 139x135          | Basilica di Santo Spirito, Firenze             | szerzősége általánosan elfogadott                                                                                      |
|                                            | Gyertyatartó angyal (Angelo reggicandelabro)                                                          | 1494–1495          | szobor                                                                    | márvány                  | 51,5             | Basilica di San Domenico, Bologna              | biztos |
|                                            | Szent Petronius (San Petronio)                                                                        | 1494–1495          | szobor                                                                    | márvány                  | 64               | Basilica di San Domenico, Bologna              | szerzősége biztos, néhány átdolgozással                                                                                |
|                                            | Szent Proculus (San Procolo)                                                                          | 1494–1495          | szobor                                                                    | márvány                  | 58,5             | Basilica di San Domenico, Bologna              | szerzősége biztos, néhány átdolgozással                                                                                |
|                                            | Gallino-feszület (Crocifisso Gallino)                                                                 | kb. 1495-1497      | szobor                                                                    | fa                       | 41,3x39,70       | Bargello, Firenze                              | bizonytalan |
|                                            | A gyermek Keresztelő Szt. János/Úbedai Keresztelő Szt. János (San Giovannino/San Giovannino di Úbeda) | 1495-1496          | szobor                                                                    | márvány                  |                  | ismeretlen                                     | elveszett, talán azonos az úbedai Megváltó-kápolnában őrzött szoborral, amely a spanyol polgárháborúban darabokra tört |
|                                            | Alvó Cupido Cupido dormiente                                                                          | 1496               | szobor                                                                    | márvány                  | kb. 80           | ismeretlen                                     | elveszett |
|                                            | Cupido-Apollo                                                                                         | 1497               | szobor                                                                    | márvány                  |                  | ismeretlen                                     | elveszett |
|                                            | Bacchus (Bacco)                                                                                       | 1496–1497          | szobor                                                                    | márvány                  | 203              | Bargello, Firenze                              | biztos |
|                                            | Vatikáni pietà (Pietà vaticana)                                                                       | 1497–1499          | szoborcsoport                                                             | márvány                  | 174x195          | Szent Péter-bazilika, Vatikán                  | biztos |
|                                            | Meztelen férfi I (Nudo virile I)                                                                      | kb. 1501–1503      | szoborvázlat                                                              | terrakotta               | 49               | Buonarroti-ház, Firenze                        | nagyon bizonytalan |
|                                            | Szent Pál (San Paolo)                                                                                 | 1501–1504          | szobor                                                                    | márvány                  | 124              | Sienai dóm, Siena                              | társ-szobrászként |
|                                            | Szent Péter (San Pietro)                                                                              | 1501–1504          | szobor                                                                    | márvány                  | 124              | Sienai dóm, Siena                              | társ-szobrászként |
|                                            | Szent Pius (San Pio)                                                                                  | 1501–1504          | szobor                                                                    | márvány                  | 134              | Sienai dóm, Siena                              | társ-szobrászként |
|                                            | Szent Gergely (San Gregorio)                                                                          | 1501–1504          | szobor                                                                    | márvány                  | 136              | Sienai dóm, Siena                              | társ-szobrászként |
|                                            | Dávid (David)                                                                                         | 1501-1504          | szobor                                                                    | márvány                  | 517              | Galleria dell’Accademia, Firenze               | biztos |
|                                            | Rohan-Dávid'' (David De Rohan)                                                                        | 1502-1508          | szobor                                                                    | bronz                    |                  | ismeretlen                                     | elveszett |
|                                            | Bruges-i Madonna (Madonna di Bruges)                                                                  | kb. 1503–1505      | szobor                                                                    | márvány                  | 128              | Miasszonyunk-templom, Brugge                   | biztos |
|                                            | Pitti-tondo (Tondo Pitti)                                                                             | kb. 1503-1505      | dombormű                                                                  | márvány                  | 85,5x82          | Bargello, Firenze                              | biztos |
|                                            | Taddei-tondo (Tondo Taddei)                                                                           | kb. 1504-1506      | dombormű                                                                  | márvány                  | 109x109          | Királyi Művészeti Akadémia, London             | bizonytalan |
|                                            | Szent Máté (San Matteo)                                                                               | kb. 1505-1506      | szobor                                                                    | márvány                  | 216              | Galleria dell’Accademia, Firenze               | biztos, befejezetlen                                                                                                   |
|                                            | II. Gyula síremléke (Tomba di Giulio II)                                                              | 1505-1542          | építészeti együttes, szobrokkal                                           | márvány                  |                  | San Pietro in Vincoli bazilika, Róma           | biztos. Az építés szakaszairól különböző rajzok és rekonstrukciók maradtak fenn.                                       |
|                                            | Áldó II. Gyula (Giulio II benedicente)                                                                | kb. 1507-1508      | szobor                                                                    | bronz                    | kb. 292          | Bologna                                        | megsemmisült |
|                                            | Haldokló rabszolga (Schiavo morente)                                                                  | kb. 1513           | szobor                                                                    | márvány                  | 229              | Louvre, Párizs                                 | biztos |
|                                            | Lázadó rabszolga (Schiavo ribelle)                                                                    | kb. 1513           | szobor                                                                    | márvány                  | 215              | Louvre, Párizs                                 | biztos |
|                                            | Férfitorzó I (Torso virile I)                                                                         | kb. 1513           | szoborvázlat                                                              | terrakotta               | 23               | Buonarroti-ház, Firenze                        | bizonytalan |
|                                            | Férfitorzó II (Torso virile II)                                                                       | kb. 1513           | szoborvázlat                                                              | terrakotta               | 22,5             | Buonarroti-ház, Firenze                        | bizonytalan |
|                                            | Női akt (Nudo femminile)                                                                              | kb. 1513 vagy 1532 | szoborvázlat                                                              | terrakotta               | 35               | Buonarroti-ház, Firenze                        | bizonytalan |
|                                            | Mózes (Mosè)                                                                                          | kb. 1513–1515      | szobor                                                                    | márvány                  | 235              | San Pietro in Vincoli bazilika, Róma           | biztos |
|                                            | Minerva-Krisztus (első változat) (Primo Cristo della Minerva)                                         | kb. 1514–1516      | szobor                                                                    | márvány                  |                  | San Vincenzo-kolostor, Bassano Romano          | bizonytalan, utólag kissé módosították, 2011-ben fedezték fel újra                                                     |
|                                            | Minerva-Krisztus (Cristo della Minerva)                                                               | 1519–1520          | szobor                                                                    | márvány                  | 205              | Santa Maria sopra Minerva bazilika, Róma       | biztos. Bronz ágyékkötője későbbi kiegészítés                                                                          |
|                                            | Rabok (Prigioni)                                                                                      | 1519-1536          | négy szoborból álló együttes II. Gyula síremlékének harmadik változatához | márvány                  |                  | Galleria dell’Accademia, Firenze               | biztos. Befejezetlen.                                                                                                  |
|                                            | Rabszolgafiú vázlata (Bozzetto per lo Schiavo giovane)                                                | 1516-1519          | szobor                                                                    | márvány                  | 16,5             | Victoria and Albert Museum, London             | bizonytalan |
|                                            | Fiatal rabszolga (Schiavo giovane)                                                                    | kb. 1519-1536      | szobor                                                                    | márvány                  | 256              | Galleria dell’Accademia, Firenze               | biztos. Befejezetlen.                                                                                                  |
|                                            | Szakállas rabszolga (Schiavo barbuto)                                                                 | kb. 1519-1536      | szobor                                                                    | márvány                  | 263              | Galleria dell’Accademia, Firenze               | biztos. Befejezetlen.                                                                                                  |
|                                            | Atlasz (Schiavo (Atlante))                                                                            | kb. 1519-1536      | szobor                                                                    | márvány                  | 277              | Galleria dell’Accademia, Firenze               | biztos. Befejezetlen.                                                                                                  |
|                                            | Ébredő rabszolga (Schiavo che si ridesta)                                                             | kb. 1519-1536      | szobor                                                                    | márvány                  | 267              | Galleria dell’Accademia, Firenze               | biztos. Befejezetlen.                                                                                                  |
|                                            | Medici-Madonna (Madonna Medici)                                                                       | 1521-1534          | szobor                                                                    | márvány                  | 226              | San Lorenzo bazilika, Sagrestia Nuova, Firenze | biztos |
|                                            | Lorenzo de' Medici urbinói herceg síremléke (Tomba di Lorenzo de' Medici duca di Urbino)              | 1524-1534          | építészeti együttes szobrokkal                                            | márvány                  | 630x420          | San Lorenzo bazilika, Sagrestia Nuova, Firenze | biztos |
|                                            | Lorenzo de' Medici (Ritratto di Lorenzo de' Medici duca di Urbino)                                    | kb. 1525           | szobor                                                                    | márvány                  | 178              | San Lorenzo bazilika, Sagrestia Nuova, Firenze | biztos |
|                                            | Hajnal (Aurora)                                                                                       | 1524-1527          | szobor                                                                    | márvány                  | 206              | San Lorenzo bazilika, Sagrestia Nuova, Firenze | biztos |
|                                            | Alkony (Crepuscolo)                                                                                   | 1524-1531          | szobor                                                                    | márvány                  | 195              | San Lorenzo bazilika, Sagrestia Nuova, Firenze | biztos |
|                                            | Giuliano de' Medici síremléke (Tomba di Giuliano de' Medici duca di Nemours)                          | 1524-1534          | építészeti együttes szobrokkal                                            | márvány                  | 630x420          | San Lorenzo bazilika, Sagrestia Nuova, Firenze | biztos |
|                                            | Giuliano de' Medici (Ritratto di Giuliano de' Medici duca di Nemours)                                 | kb. 1526-1534      | szobor                                                                    | márvány                  | 173              | San Lorenzo bazilika, Sagrestia Nuova, Firenze | biztos |
|                                            | Éjszaka (Notte)                                                                                       | 1526-1531          | szobor                                                                    | márvány                  | 194              | San Lorenzo bazilika, Sagrestia Nuova, Firenze | biztos |
|                                            | Nappal (Giorno)                                                                                       | 1526-1531          | szobor                                                                    | márvány                  | 285              | San Lorenzo bazilika, Sagrestia Nuova, Firenze | biztos |
|                                            | Folyóisten vázlata (Bozzetto per un dio fluviale)                                                     | kb. 1524           | szobormodell                                                              | viasz                    | 22               | Buonarroti-ház, Firenze                        | bizonytalan |
|                                            | Folyóisten (Dio fluviale)                                                                             | kb. 1524           | szobormodell                                                              | fa, agyag, gyapjú és kóc | 180              | Accademia delle arti del disegno, Firenze      | biztos |
| Giovane accosciato                         | Guggoló fiú (Ragazzo accovacciato)                                                                    | kb. 1524           | szobor                                                                    | márvány                  | 54               | Ermitázs, Szentpétervár                        | bizonytalan |
|                                            | Két birkózó (Due lottatori)                                                                           | kb. 1525           | szoborvázlat                                                              | agyag                    | 41               | Buonarroti-ház, Firenze                        | bizonytalan |
|                                            | Dávid-Apolló (David-Apollo)                                                                           | kb. 1530           | szobor                                                                    | márvány                  | 146              | Bargello, Firenze                              | biztos. Befejezetlen                                                                                                   |
|                                            | A győzelem géniusza (Genio della Vittoria)                                                            | kb. 1532–1534      | szobor                                                                    | márvány                  | 261              | Palazzo Vecchio, Firenze                       | biztos |
| Bruto                                      | Brutus (Bruto)                                                                                        | kb. 1538           | mellszobor                                                                | márvány                  | 74               | Bargello, Firenze                              | biztos (a tóga Tiberio Calcagni műve)                                                                                  |
|                                            | Lea (Lia)                                                                                             | kb. 1542           | szobor                                                                    | márvány                  | 197              | San Pietro in Vincoli bazilika, Róma           | hozzájárulás |
|                                            | Ráhel (Rachele)                                                                                       | kb. 1542           | szobor                                                                    | márvány                  | 209              | San Pietro in Vincoli bazilika, Róma           | hozzájárulás |
| Pietà Bandini                              | Bandini-pietà (Pietà Bandini)                                                                         | kb. 1547-1555      | szoborcsoport                                                             | márvány                  | 226              | Museo dell’Opera del Duomo, Firenze            | biztos. Befejezetlen. A helyreállításokat és kiegészítéseket Tiberio Calcagni végezte.                                 |
| Fájl:Michelangelo, pietà di palestrina.jpg | Palestrinai pietà (Pietà di Palestrina)                                                               | kb. 1555           | szoborcsoport                                                             | márvány                  | 253              | Galleria dell’Accademia, Firenze               | bizonytalan, talán egy követőjének munkája                                                                             |
| Pietà Rondanini                            | Rondanini-pietà (Pietà Rondanini)                                                                     | kb. 1555–1564      | szoborcsoport                                                             | márvány                  | 195              | Castello Sforzesco, Milánó                     | biztos. Befejezetlen.                                                                                                  |
|                                            | Feszület vázlata (Bozzetto per un crocifisso)                                                         | kb. 1562           | vázlat                                                                    | fa                       | 20,5             | Buonarroti-ház, Firenze                        | bizonytalan |

## Festmények és rajzok
Az alábbiakon kívül mintegy száz, Michelangelo által aláírt vagy neki tulajdonított rajz ismert. 
| Kép | Cím                                                            | Dátum         | Technika                                         | Alap   | Méret (cm)   | Helyszín                                     | Szerzőség, megjegyzések                  |
| --- | -------------------------------------------------------------- | ------------- | ------------------------------------------------ | ------ | ------------ | -------------------------------------------- | ---------------------------------------- |
|     | Szent Péter (San Pietro)                                       | kb. 1488-1490 | toll és vörös kréta                              | papír  | 31,7x19,7    | Staatliche Graphische Sammlung, München      | széleskörűen elfogadott                  |
|     | Szent Antal megkísértése (Tormento di sant'Antonio)            | kb. 1487-1489 | tempera                                          | tábla  | 47x35        | Kimbell Művészeti Múzeum, Fort Worth (Texas) | bizonytalan                              |
|     | Manchesteri Madonna (Madonna di Manchester)                    | kb. 1496-1497 | tempera                                          | tábla  | 102x76       | National Gallery, London                     | bizonytalan, több festő műve             |
|     | Szent Ferenc stigmái (Stigmate di san Francesco)               | kb. 1500      | tempera                                          | tábla  |              | ismeretlen                                   | elveszett                                |
|     | Krisztus sírba tétele (Deposizione di Cristo nel sepolcro)     | kb. 1500-1501 | tempera                                          | tábla  | 159x149      | National Gallery, London                     | széleskörűen elfogadott, több festő műve |
|     | A cascinai csata (Battaglia di Cascina)                        | 1505-1506     | freskó                                           | fal    |              | Palazzo Vecchio, Firenze                     | elveszett                                |
|     | Doni-tondo (Tondo Doni)                                        | kb. 1506-1508 | tempera                                          | tábla  | 120 (átmérő) | Galleria degli Uffizi, Firenze               | biztos                                   |
|     | A Sixtus-kápolna mennyezete (Volta della Cappella Sistina)     | 1508–1512     | freskó                                           | fal    |              | Sixtus-kápolna, Vatikán                      | biztos                                   |
|     | Madonna a gyermekkel (Madonna col Bambino)                     | kb. 1525      | fekete ceruza, vörös ceruza, fehér ólom és tinta | papír  | 54,1x39,6    | Buonarroti-ház, Firenze                      | majdnem biztos                           |
|     | Léda és a hattyú (Leda e il cigno)                             | 1530          | tempera                                          | vászon |              | ismeretlen                                   | elveszett                                |
|     | Noli me tangere (Noli me tangere)                              | 1531          |                                                  |        |              | ismeretlen                                   | elveszett                                |
|     | Vénusz és Ámor (Venere e Amore)                                | kb. 1532-1534 |                                                  |        |              | ismeretlen                                   | elveszett                                |
|     | Phaeton bukása (Caduta di Fetonte)                             | kb. 1533      | rajz                                             | papír  | 31,2x21,5    | British Museum, London                       | biztos                                   |
|     | Az utolsó ítélet (Giudizio universale)                         | 1537–1541     | freskó                                           | fal    | 1370x1220    | Sixtus-kápolna, Vatikán                      | biztos                                   |
|     | Saulus megtérése (Conversione di Saulo)                        | 1542–1545     | freskó                                           | fal    | 625x661      | Cappella Paolina, Vatikán                    | biztos                                   |
|     | Szent Péter megfeszítése (Crocifissione di san Pietro)         | 1545–1550     | freskó                                           | fal    | 625x662      | Cappella Paolina, Vatikán                    | biztos                                   |
|     | Vittoria Colonna-feszület (Crocifissione per Vittoria Colonna) | kb. 1545      |                                                  |        |              | ismeretlen                                   | elveszett                                |
|     | Vittoria Colonna-Pietà (Pietà per Vittoria Colonna)            | kb. 1546      | szénrajz                                         | papír  | 28,9x18,9    | Isabella Stewart-Gardner Museum, Boston      | biztos                                   |
|     | Epifánia (Epifania)                                            | kb. 1550-1553 | szénrajz                                         | papír  | 232x165      | British Museum, London                       | biztos                                   |

## Épületek
| Kép | Épület                                           | Dátum     | Helyszín | Szerzőség, megjegyzések |
| --- | ------------------------------------------------ | --------- | -------- | --- |
|     | A X. Leó kápolna homlokzata az Angyalvárban      | 1514-1515 | Róma     | |
|     | A Medici-palota térdeplő ablakai                 | kb. 1517  | Firenze  | |
|     | A San Lorenzo-bazilika homlokzatának terve       | 1516-1520 | Firenze  | tervben maradt |
|     | Sagrestia Nuova                                  | 1520–1534 | Firenze  | A végleges változatot Giorgio Vasari 1556-ban készítette el.                                                                    |
|     | A Biblioteca Laurenziana olvasóterme             | 1524-1534 | Firenze  | Michelangelo felügyelete mellett mások fejezték be                                                                              |
|     | A Biblioteca Laurenziana előcsarnoka             | 1524-1534 | Firenze  | Michelangelo felügyelete mellett mások fejezték be                                                                              |
|     | Firenze erődítési rendszere                      | 1528-1529 | Firenze  | Minimális mértékben felépített, majd lebontott részek                                                                           |
|     | A San Lorenzo bazilika ereklyeerkélye            | 1531-1532 | Firenze  | |
|     | Piazza del Campidoglio                           | 1538-1552 | Róma     | Kis részben Michelangelo irányításával megvalósított és jóval halála után befejezett nagyszabású építkezés                      |
|     | Cordonata                                        | 1538-1552 | Róma     | Michelangelo terveit némileg módosították                                                                                       |
|     | Cecchino de' Bracci síremléke                    | 1544-1545 | Roma     | Michelangelo rajza alapján |
|     | Szent Péter-bazilika                             | 1546-1563 | Róma     | Tizennyolc éven át volt az építkezés vezetője; tervét több évtizedes vita után valósították meg és halála után fejezték be      |
|     | A Szent Péter-bazilika kupolája                  | 1546-1563 | Róma     | Michelangelo a falak elkészültéig követte az építkezést. Maga a kupola az ő tervei alapján később épült meg, némi módosítással. |
|     | Palazzo Farnese                                  | 1546-1550 | Róma     | Michelangelo a homlokzatot a harmadik emelettel és a párkánnyal egészítette ki.                                                 |
|     | A Biblioteca Laurenziana lépcsői                 | 1558      | Firenze  | Michelangelo tervezte, de fa helyett kőből készült.                                                                             |
|     | A Belvedere-udvar lépcsői                        | kb. 1550  | Róma     | Utólag új parapetet és szökőkutat adtak hozzá.                                                                                  |
|     | A San Giovanni dei Fiorentini templom tervei     | 1559-1560 | Róma     | tervben maradt |
|     | A Santa Maria Maggiore bazilika Sforza-kápolnája | kb. 1560  | Róma     | |
|     | Porta Pia                                        | 1561-1565 | Róma     | A halála után készült el. |
|     | A Santa Maria degli Angeli bazilika felújítása   | kb. 1561  | Róma     | A térkialakítás megmaradt Michelangelo tervei alapján, de a díszítmények megújultak.                                            |

## Fordítás
- Ez a szócikk részben vagy egészben  az   Opere di Michelangelo című olasz Wikipédia-szócikk ezen változatának fordításán alapul.  Az eredeti cikk szerkesztőit annak laptörténete sorolja fel. Ez a jelzés csupán a megfogalmazás eredetét és a szerzői jogokat jelzi, nem szolgál a cikkben szereplő információk forrásmegjelöléseként.